# 필리파 아제베두
필리파 다니엘라 아제베두 드 마갈량이스(포르투갈어: Filipa Daniela Azevedo de Magalhães, 1991년 7월 31일 ~ )는 포르투갈의 가수이다. 유로비전 송 콘테스트 2010에서 포르투갈 대표로 참가했다.